# Paratesta dubiosa
Paratesta dubiosa är en skalbaggsart som beskrevs av Wang 1993. Paratesta dubiosa ingår i släktet Paratesta och familjen långhorningar. Inga underarter finns listade i Catalogue of Life.